# ユダヤ暦

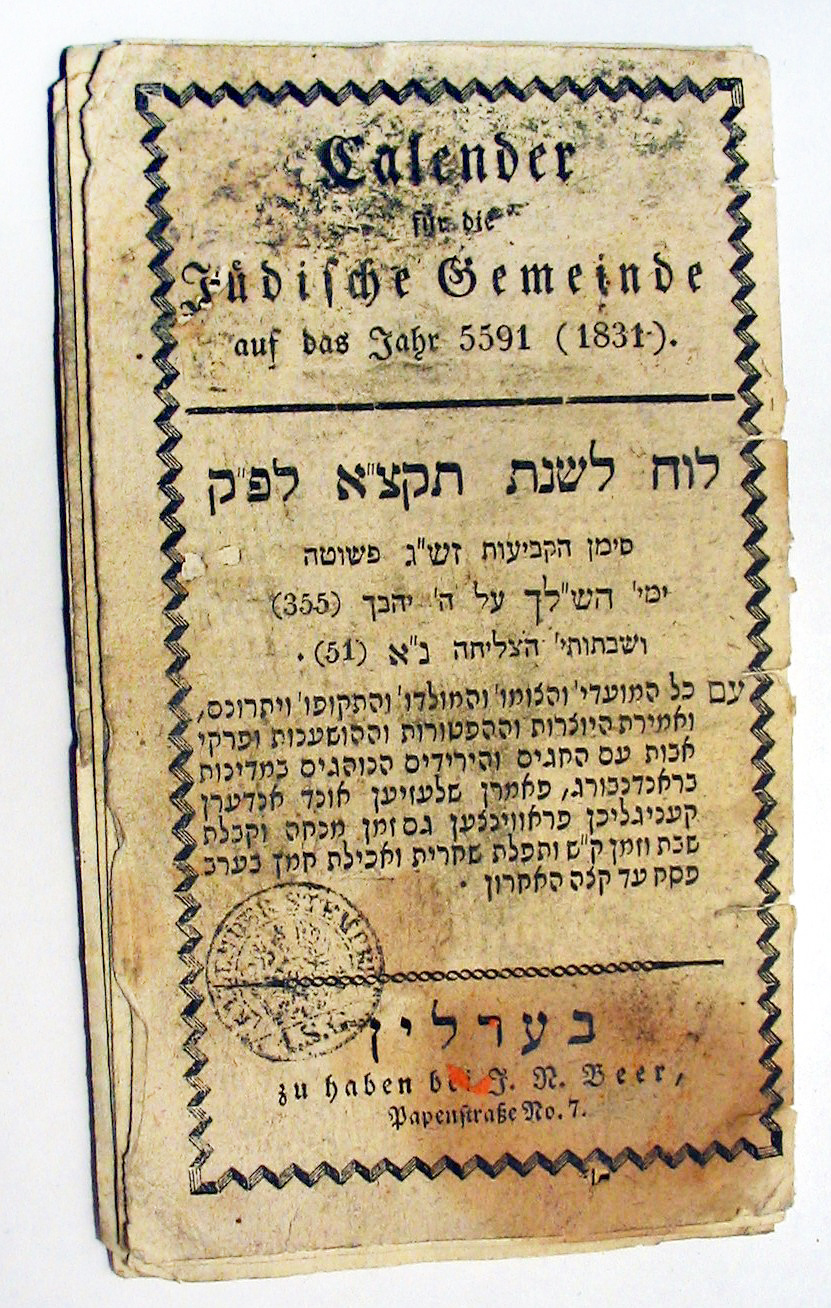
ユダヤ暦

ユダヤ暦（ユダヤれき、ヘブライ語: הלוח העברי、英語: Hebrew calendar）は、ユダヤ人の間で使われている暦法である。

## 概略
ユダヤ人はこの暦法をヘブライの月の算出に用いる。それによって読むべきトーラーを決め、その日に読むべき聖詩を定め、祝日を定めている。正月にあたる「ニサンの月」は大麦の収穫の始まりを祝う月でもある。

## バビロン捕囚の影響
「ニサンの月」は別名「アビブの月」というように、月名が2つ存在するのは、バビロン捕囚期（『列王記』までの時代と『エズラ記』より後の時代の中間期）にバビロニア暦の影響を受けて月の名に変化があったためという説がある。このニサンという月名もバビロニア語の「ニサンヌ」に由来する。バビロン捕囚中、キュロス2世（大王）による解放以前、メディアの勢力下となった時代を想定して描いている『エステル記』の3章7節に「ニサンの月」という月名があらわれる。

## 置閏法
太陽暦のグレゴリオ暦とは異なり太陰太陽暦である。第13月（閏月）の挿入は19年に7回の頻度（メトン周期）で行われている。

## 宗教暦と政治暦
古代ユダヤには、春から1年が始まる宗教暦（または「教暦」「新暦」ともいう）と、秋から1年が始まる政治暦（または「政暦」「旧暦」ともいう）との2種類があったが、ユダ族（南王国）では後者を使っていたため、その流れで現代のユダヤ暦も政治暦のほうに準拠している。宗教暦の年始めの月はアビブの月で、今の太陽暦（グレゴリオ暦）では3月から4月の時期にあたり、中国の陰暦では仲春（旧暦の2月）または季春（旧暦の3月）にあたる。政治暦では秋から新年が始まるのでこの月は7番目（閏年では8番目）になる。
バビロン捕囚後にあたる時代に描いた『エステル記』に月名がでてくるが、『エステル記』ではテベトを「十月」、シワンを「三月」と呼んでいることから春から始まる宗教暦だったとする説と、月名としての「十月」や「三月」は必ずしも1年の始めの月から数えた数字とは限らない（古代中国の顓頊暦の月名や現代の英語の月名などに例がある）ので秋から始まる政治暦であっても問題ないとする説の両方がある。単純にこの頃（『エステル記』の後の時代）に宗教暦から政治暦に移行したというわけではなく、北王国滅亡以降は政治暦を主としつつも古くから両者が並行していた。

## ユダヤ紀元
創世紀元（そうせいきげん）、宇宙創世紀元（うちゅうそうせいきげん）、あるいはユダヤ紀元（ユダヤきげん）、世界紀元（せかいきげん）（Anno Mundi、アンノ・ムンディ）は、ユダヤ教において神が世界を創世した日とされる西暦換算で紀元前3761年10月7日を紀元とする紀年法である。グレゴリオ暦との間では差があるため、現在の西暦と日付は対応していない。ただし、これは中世に算出されたもので古代ユダヤ史とは関わりがない。

## ユダヤ暦と、ユダヤ教の年中行事・祈り
| 色  | 起源                                                             |
| --- | ---------------------------------------------------------------- |
| I   | 旧約聖書に記述のあるもの。太字★は三大巡礼祭（出エジプト記23:17） |
| II  | 旧約聖書の故事や、その後のユダヤ教史で形成                       |
| III | 近代に形成（現代イスラエル）                                     |
| IV  | 失われた祭儀                                                     |

| 月         | 月                     | 月                       | 月                                                                          | 日数    | 日 | 日                                                                      | 礼拝、行事など                                 | グレゴリオ暦の月 |
| ---------- | ---------------------- | ------------------------ | --------------------------------------------------------------------------- | ------- | --- | ----------------------------------------------------------------------- | ---------------------------------------------- | ---------------- |
|            | （参考：バビロニア暦） | 古代の暦 （cf.カナン暦） | 現代のユダヤ暦                                                              | 日数    | 日 | 日                                                                      | 礼拝、行事など                                 | グレゴリオ暦の月 |
|            | Nisannu                | アビブの月 Abhibh        | ニサン Nisan, Nissan                                                        | 30日    | 01 | 01                                                                      | ローシュ・ホーデッシュ Rōš Hōdheš(=新月)の礼拝 | 03月/04月        |
| 13         | 13                     | アビブの月 Abhibh        | ニサン Nisan, Nissan                                                        | 30日    | ベディーカト・ハーメーツ bədhīqath chāmētz |                                                                         |                                                | 03月/04月        |
| 14         | 14                     | アビブの月 Abhibh        | ニサン Nisan, Nissan                                                        | 30日    | タアニート・ベホーロート Ta'anit B'khorot 初子の断食 |                                                                         |                                                | 03月/04月        |
| 15–21      | Nisannu                | アビブの月 Abhibh        | ニサン Nisan, Nissan                                                        | 30日    | | ペサハ（過越し祭）★ Pesach, Pasch, Passover                             |                                                | 03月/04月        |
| 15–21      | Nisannu                | アビブの月 Abhibh        | ニサン Nisan, Nissan                                                        | 30日    | 21 | (ペサハ最終日) イズコール Yizkōr 詠唱                                   |                                                | 03月/04月        |
| 16–翌々月5 | 16–翌々月5             | アビブの月 Abhibh        | ニサン Nisan, Nissan                                                        | 30日    | オメル(‘Ōmer) |                                                                         |                                                | 03月/04月        |
| 27         | 27                     | アビブの月 Abhibh        | ニサン Nisan, Nissan                                                        | 30日    | ショアの日（ホロコースト記念日） Yom HaShoah |                                                                         |                                                | 03月/04月        |
|            | ziw mu, Ayyaru         | ジブの月 Zīw(Zif)        | イヤール Iyyar                                                              | 29日    | 01 | 01                                                                      | 新月の礼拝                                     | 04月/05月        |
| 04         | 04                     | ジブの月 Zīw(Zif)        | イヤール Iyyar                                                              | 29日    | イスラエル戦没者記念日 |                                                                         |                                                | 04月/05月        |
| 05         | 05                     | ジブの月 Zīw(Zif)        | イヤール Iyyar                                                              | 29日    | イスラエル独立記念日 |                                                                         |                                                | 04月/05月        |
| 18         | 18                     | ジブの月 Zīw(Zif)        | イヤール Iyyar                                                              | 29日    | オメルの33日（ラグ・バオメル） לַ״ג בָּעׂמֶר Lag Ba‘Ōmer ティベリアではシモン・バル・ヨハイ祭（ヒッルーラー・デラッビー・シムオーン・バル・ヨハイ）が行われる |                                                                         |                                                | 04月/05月        |
|            | Simanu                 | 三月                     | シバン Siwan, Sivan                                                         | 30日    | 01 | 01                                                                      | 新月の礼拝                                     | 05月/06月        |
| 06–        | 06–                    | 三月                     | シバン Siwan, Sivan                                                         | 30日    | ペンテコステ(Pentecoste、五旬節）、シャブオット（七週の祭り）★ cf.en:Whitsunday                                                                          |                                                                         |                                                | 05月/06月        |
| 07         | 07                     | 三月                     | シバン Siwan, Sivan                                                         | 30日    | イズコール詠唱 |                                                                         |                                                | 05月/06月        |
|            | Dumuzi, Du‘uz          | 四月                     | タンムーズ Tammūz                                                           | 29日    | 01 | 01                                                                      | 新月の礼拝                                     | 06月/07月        |
| 17         | 17                     | 四月                     | タンムーズ Tammūz                                                           | 29日    | タムーズの17日 |                                                                         |                                                | 06月/07月        |
|            | Abu                    | 五月                     | アブ Abh, Av                                                                | 30日    | 01 | 01                                                                      | 新月の礼拝                                     | 07月/08月        |
| 09         | 09                     | 五月                     | アブ Abh, Av                                                                | 30日    | アブの9日 Tisha' b'Av |                                                                         |                                                | 07月/08月        |
|            | elulu                  | 六月                     | エルール Elul                                                               | 29日    | 01 | 01                                                                      | 新月の礼拝                                     | 08月/09月        |
|            | Tashritu               | エタニムの月 Ethanim     | ティシュリー Tishri                                                         | 30日    | 1–10 | 01,02                                                                   | 新年祭、ローシュ・ハッシャーナー               | 09月/10月        |
| 01–10      | Tashritu               | エタニムの月 Ethanim     | ティシュリー Tishri                                                         | 30日    | 1–10 | 畏れの日々(ヤミーム・ノライーム) Yamim Noraim                           |                                                | 09月/10月        |
| 03         | Tashritu               | エタニムの月 Ethanim     | ティシュリー Tishri                                                         | 30日    | 1–10 | ゲダリヤの断食 Fast of Gedaliah(Tzom Gedaliah)                          |                                                | 09月/10月        |
| 09         | Tashritu               | エタニムの月 Ethanim     | ティシュリー Tishri                                                         | 30日    | 1–10 | 贖罪式（カッパーラ） kapparah                                           |                                                | 09月/10月        |
| 10         | Tashritu               | エタニムの月 Ethanim     | ティシュリー Tishri                                                         | 30日    | 1–10 | 大贖罪日（ヨム・キプール、ヨム・キップール） Yom Kippur。イズコール詠唱 |                                                | 09月/10月        |
| 15–21      | Tashritu               | エタニムの月 Ethanim     | ティシュリー Tishri                                                         | 30日    | 仮庵の祭り（スコット）★ Sukkoth (Feast of Tabernacles)                                                                                                   | 仮庵の祭り（スコット）★ Sukkoth (Feast of Tabernacles)                  |                                                | 09月/10月        |
| 15–21      | Tashritu               | エタニムの月 Ethanim     | ティシュリー Tishri                                                         | 30日    | 15 | イスラエルでは祝日                                                      |                                                | 09月/10月        |
| 15–21      | Tashritu               | エタニムの月 Ethanim     | ティシュリー Tishri                                                         | 30日    | 16 | イスラエルでは祝日                                                      |                                                | 09月/10月        |
| 15–21      | Tashritu               | エタニムの月 Ethanim     | ティシュリー Tishri                                                         | 30日    | 17–19 | Chol haMoed。イスラエルでは半日休日                                     |                                                | 09月/10月        |
| 15–21      | Tashritu               | エタニムの月 Ethanim     | ティシュリー Tishri                                                         | 30日    | 20 | 半日休日                                                                |                                                | 09月/10月        |
| 15–21      | Tashritu               | エタニムの月 Ethanim     | ティシュリー Tishri                                                         | 30日    | 21 | ホシャナ・ラバ Hosha‘na rabba。イスラエルでは半日休日                   |                                                | 09月/10月        |
| 22         | 22                     | エタニムの月 Ethanim     | ティシュリー Tishri                                                         | 30日    | シェミーニー・アツェレット Shmini ‘atzereth。イズコール詠唱                                                                                              |                                                                         |                                                | 09月/10月        |
| 22         | 22                     | エタニムの月 Ethanim     | ティシュリー Tishri                                                         | 30日    | 律法歓喜祭(スィムハット・トーラー) Śimchath Tōrāh, Rejoicing over the law                                                                                |                                                                         |                                                | 09月/10月        |
|            | Arukhsamu              | 八月                     | マルヘシュヴァン Marchešwān, Cheshvan                                       | 29/30日 | 01 | 01                                                                      | 新月の礼拝                                     | 10月/11月        |
|            | Kislimu                | 九月                     | キスレーウ Kislew, Kislev                                                   | 29/30日 | 01 | 01                                                                      | 新月の礼拝                                     | 11月/12月        |
| 25–翌月2/3 | 25–翌月2/3             | 九月                     | キスレーウ Kislew, Kislev                                                   | 29/30日 | ハヌカ Chanukkah |                                                                         |                                                | 11月/12月        |
|            | T‘ebetu                | 十月                     | テベット T‘ebheth                                                           | 29日    | 01 | 01                                                                      | 新月の礼拝                                     | 12月/01月        |
| 10         | 10                     | 十月                     | テベット T‘ebheth                                                           | 29日    | テベットの10日 Asarah beT‘ebeth |                                                                         |                                                | 12月/01月        |
|            | shabat‘u               | 十一月                   | シュバット Šәbhāt‘                                                          | 30日    | 01 | 01                                                                      | 新月の礼拝                                     | 01月/02月        |
| 15         | 15                     | 十一月                   | シュバット Šәbhāt‘                                                          | 30日    | 樹木の新年 T‘ū biŠәbhāt‘（ローシュ・ハシャナー・ラ、イラノース）                                                                                         |                                                                         |                                                | 01月/02月        |
|            | Adarru                 | 十二月                   | アダル Adhār, Adar                                                          | 30日    | 01 | 01                                                                      | 新月の礼拝                                     | 02月/03月        |
| 13         | 13                     | 十二月                   | アダル Adhār, Adar                                                          | 30日    | ニカノルの日 |                                                                         |                                                | 02月/03月        |
| 13         | 13                     | 十二月                   | アダル Adhār, Adar                                                          | 30日    | タアニート・エステル（エステルの断食） |                                                                         |                                                | 02月/03月        |
| 14         | 14                     | 十二月                   | アダル Adhār, Adar                                                          | 30日    | プリム祭 Pūrīm |                                                                         |                                                | 02月/03月        |
| 15         | 15                     | 十二月                   | アダル Adhār, Adar                                                          | 30日    | シュシャン・プリム |                                                                         |                                                | 02月/03月        |
|            | Makaruša Addari        | 閏月                     | アダル・シェーニー Adhār Šēnī ヴァ・アダル waAdhār, Veadar アダルII Adar II | 29日    | |                                                                         |                                                |                  |